# Champ de glace Waputik
Le champ de glace Waputik (en anglais : Waputik Icefield) est un champ de glace situé sur la ligne continentale de partage des eaux dans les Rocheuses canadiennes, dans les provinces d'Alberta et de Colombie-Britannique. Il prend sa source sur les hauteurs de la chaîne Waputik, l'une des Central Main Ranges.
Le champ de glace s'étend sur le territoire du parc national de Banff et du parc national de Yoho. De nombreux glaciers trouvent leur origine dans ce champ de glace. La fonte des eaux des glaciers du champ de glace Waputik alimente de nombreux lacs et rivières parmi lesquels le lac Hector, les rivières Bow, Kicking Horse et Yoho. L'eau du glacier Daly alimente les chutes Takakkaw.
Le champ de glace Waputik couvre une superficie de 40 km2 et se situe à 20 km au nord-ouest de Lake Louise, sur le gauche de la Promenade des Glaciers.
Le champ de glace est facilement accessible pour les alpinistes, aussi bien en été qu'en hiver. Les balades à ski (en hiver) et les excursions sur les glaciers (en été) comprennent souvent un détour par le champ de glace Wapta (en), situé plus au nord.

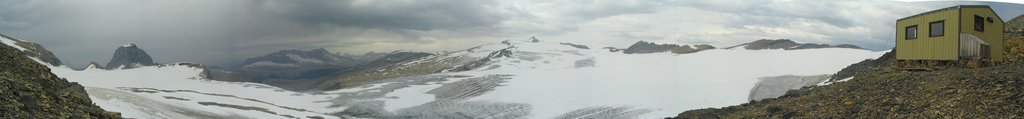
Vue panoramique du champ de glace Waputik depuis le refuge Scott Duncan (2005).

## Glaciers
Les principaux glaciers du champ de glace sont :
- le glacier Waputik ;
- le glacier Diableret ;
- le glacier des Poilus ;
- le glacier Emerald ;
- le glacier Bath ;
- le glacier Niles ;
- le glacier Balfour ;
- le glacier Daly.

## Huttes
Il existe deux refuges exploitées par le Club alpin du Canada, accessibles depuis le champ de glace Waputik :
- le refuge Scott Duncan[2] ;
- le refuge Balfour[3].